# Giovanni Battista Priano
Giovanni Battista Priano (Morsasco, 12 dicembre 1936) è un politico italiano.

## Biografia
Iscritto al Partito Socialista Italiano, venne eletto più volte consigliere comunale ad Alessandria nel corso degli anni ottanta. Nel febbraio 1992 venne eletto sindaco di Alessandria in sostituzione di Giuseppe Mirabelli, che aveva rassegnato le dimissioni per potersi candidare alle elezioni politiche del 1992. Nel luglio dello stesso anno fu però costretto alle dimissioni, nel pieno di una difficile crisi che stava attraversando il comune, anche in virtù dello scandalo Tangentopoli che stava scuotendo gli equilibri di potere italiani.